# اولا ایساکسون
اولاً ایساکسون (سوئدی: Ulla Isaksson; ۱۲ ژوئن ۱۹۱۶ – ۲۴ آوریل ۲۰۰۰) نویسنده و فیلم‌نامه‌نویس اهل سوئد بود. برخی از آثارش توسط اینگمار برگمان دستمایهٔ اقتباس سینمایی قرار گرفته است.